# Тублин, Константин Валентинович
Константи́н Валенти́нович Тублин (р. 17 января 1959, Ленинград, СССР) — российский издатель, предприниматель и литератор. Соучредитель премии «Национальный бестселлер». Сын Валентина Тублина.

## Биография
В 1981 году окончил отделение экономической кибернетики Ленинградского финансово-экономического института имени Н. А. Вознесенского, затем аспирантуру в том же институте.
В 1981—1982 годах работал в Гипронииполиграфе, в 1982—1986 годах — на домостроительном комбинате № 4, затем в ленинградском корпункте «Литературной газеты».
В 1987 году создал и возглавил кооператив «Лимбус», преобразованный в 1991 году в издательство «Лимбус Пресс». С 1995 года — генеральный директор и председатель совета директоров ООО «Лимбус Пресс» В 2006 году отошёл от издательской деятельности, передав руководство издательством мачехе, Ольге Константиновне Тублиной (Холшевниковой).
Член Союза писателей Санкт-Петербурга, публиковался в том числе под псевдонимом М. Зинин. Автор книг:
- Тублин Константин. Выход: Роман // Нева. — 1986. — № 1.
- Тублин Константин. По Кубе с Константином Тублиным: Авторский путеводитель. — СПб.: Лимбус Пресс, Издательство К. Тублина.

В 1995 году баллотировался в Государственную Думу Российской Федерации по списку блока «Вперёд, Россия!»; проиграл.

## Интервью с Тублиным
- Беловецкий Дмитрий. Приговор для всех // Огонёк. — № 25. — 1998. — 22 июня.
- Тарасова Ирина. «Счастливые книжек не пишут» // Взгляд.ру. — 2010. — 9 июня.
- Хохряков Вадим. Константин Тублин: «Литература — деньги — литература» // Частный Корреспондент. — 2010. — 12 июня.